# Giuseppe Remondini
Pour les articles homonymes, voir Remondini.
Giuseppe Remondini (Joseph Rémondini pour l’état civil français), né à Castel d’Ario (Italie) en 1895 et mort à Torfou (Seine-et-Oise) en 1959, est un ingénieur, concepteur des motos Jonghi. Il commence sa carrière en 1926, en Italie, notamment chez Alfa Romeo, et s’installe ensuite en France, à proximité de l’autodrome de Linas-Montlhéry.

## Biographie

### Nagas et Ray
En 1926, il entre chez Nagas e Ray ou il conçoit une motocyclette à moteur de 350 cm3, 4-temps, à soupapes latérales et dont la partie cycle est à suspension à parallélogramme à l’avant . Il propose en 1927 un modèle Sport a culbuteurs qui ne voit pas le jour dans le contexte de la crise économique. Les circonstances du changement de Nagas e Ray a Jonghi ne sont pas connues.

### Constructions Mécaniques Jonghi (été 1930 à fin 1932)
Après le sauvetage de Nagas e Ray par Tito Jonghi, un industriel argentin, la société est transférée en France, à Choisy-le-Roi et change de nom. Une vingtaine de Nagas e Ray sont renommees Jonghi et terminees en France, laterals et culbutees.
Courant 1931, Giuseppe Remondini conçoit deux nouveaux modèles, une version à moteur culbuté, la 350-TJ4C (Tito Jonghi 4cv) pour la route et les Grands Prix et une version latérale TJ4. Louis Jeannin remporte, à 135 km/h de moyenne, le Grand Prix d’Europe, à Rome, où trois machines sont alignées. Renier triomphe aussi au GP des Frontières en Belgique. Louis Jeannin démontre aussi l'endurance des nouvelles Jonghi en remportant la course de 24 heures, le Bol d'Or, en 1932, toutes catégories confondues.
Au retour du GP d'Europe a Rome, la moto victorieuse de Jeannin couvre en presence de la presse plusieurs tours de l’anneau de vitesse de l'autodrome de Linas-Montlhéry à 180 km/h, avec son moteur réglé à l’alcool .

### Constructions Remondini Pere et Fils (1933 à 1935)
Fin 1932, Tito Jonghi quitte la société qui est de fait en faillite. Giuseppe Remondini fait appel a son père, professeur en Italie. Il rejoint son fils en France et une nouvelle société est créée.
En 1933, Remondini construit  une Jonghi latérale special pour attaquer le record des 24 heures. Malgré les difficultés et deux échecs, Louis Jeannin, Marcel Perrin et Hector Andreino établissent sur l'autodrome de Linas-Montlhéry le record du monde fin Mars à 116,785 km/h, record aussi valable en catégories 500 cm3 et 750 cm3.
Giuseppe met aussi en chantier une 350 cm3 à double arbre à cames en tête (ACT), mais les premiers essais ne sont pas concluants : la machine  apparaît pour la première fois au Championnat de France en Septembre 1933 à Linas-Montlhéry.
Parallèlement, il met à l'étude une 250 cm3 à double ACT et la termine début 1934 : cette fois la machine est performante dès les premiers essais.

### Prester-Jonghi
En 1935, les frères Eichel, propriétaires de la marque Prester, prennent le contrôle de Jonghi.
Giuseppe Remondini conçoit une Prester-Jonghi, 350 cm3, double arbre à cames en tête avec laquelle Georges Monneret établit, en 1936, le record du kilomètre lancé, à 170,840 km/h.
Il étudie et lance en production un moteur auxiliaire de bicyclette ainsi qu’un vélomoteur  2-temps de 100 cm3 testé lors d'un raid saharien en 1937.

### Jonghi (Satam)
La marque est rachetée par les pompes à essence Satam en 1944 et la société est transférée à La Courneuve : la production de vélomoteurs, dont le moteur est porté de 100 à 125 cm3, atteint 12 000 exemplaires.
Giuseppe Remondini conçoit, en 1947, un prototype de motocyclette 125 cm3, 4-temps, à arbre à cames en tête, qui établit huit records du monde de vitesse ; une machine de série, commercialisée, en est dérivée, ainsi qu’une machine de compétition qui permet plus tard à plusieurs jeunes motocyclistes, dont Jean-Pierre Beltoise et  Pierre Michel, de débuter.
En 1951, il est sollicité pour la conception d’une 250 cm3, 2-temps, utilitaire, et en 1953 d’un scooter d’avant-garde, à grandes roues, le Polo 125 cm3, 2-temps.
La production Jonghi, 125 cm3, 250 cm3 et Polo, dure jusqu’en 1957.

### Gnome et Rhône,  Cointot
Remondini étudie, en 1950, un prototype bicylindre 500 « Super Star » pour Gnome et Rhône, qui n'est pas commercialisé.
La même année, il conçoit un cyclomoteur 50 cm3 pour Cointot.

### Boîtes de vitesses
Hormis les moteurs et les parties cycles, Giuseppe Remondini a assuré la conception et la mise en production de différents organes mécaniques dont les boîtes de vitesses pour Jonghi (125 cm3, 250 cm3 et Polo) et pour les Ateliers de mécanique du Centre (AMC) (100 cm3 et 125 cm3, 2-temps).